# Cleveland Barons (NHL)
A Cleveland Barons az Ohio-állambeli Richfield város professzionális jégkorong csapata volt az NHL-ben. A csapat 1976-ban jött létre, miután a California Golden Seals pénzügyi nehézségek miatt Ohióba költözött. Mindössze két szezont játszott Clevelandben mielőtt csődbe ment, majd a Minnesota North Starsszal egybeolvasztották.

## Szezonok
| Szezon      | MSz | Gy | V  | D  | P   | ÜGSz | KGSz | B    | Eredmény               | Rájátszás     |
| 1976–1977   | 80  | 25 | 42 | 13 | 63  | 240  | 292  | 1011 | 4. az Adams-divízióban | nem jutott be |
| 1977–1978   | 80  | 22 | 45 | 13 | 57  | 230  | 325  | 1010 | 4. az Adams-divízióban | nem jutott be |
| Összesített | 160 | 47 | 87 | 26 | 120 | 470  | 617  | 2021 |                        |               |

## Csapatkapitányok
- Jim Neilson és Bob Stewart 1976–78

## Első körös draftok
- 1976: Björn Johansson (5. helyen)

A California Golden Seals draftolta, mivel a csapat még nem költözött el
- 1977: Mike Crombeen (5. helyen)

## Játékos rekordok
- Legtöbb gól a szezonban: Dennis Maruk, 36 (1977–1978)
- Legtöbb assziszt a szezonban: Dennis Maruk, 50 (1976–1977)
- Legtöbb pont a szezonban: Dennis Maruk, 78 (1976–1977)
- Legtöbb győzelem a szezonban (kapus): Gary Smith, 21 (1968–1969)